# Erupção do Kilauea de 2018
A erupção do Kilauea de 2018 é considerada uma das maiores já registradas erupções do vulcão Kilauea, situado no Parque Nacional de Vulcões do Havaí, e teve início a 3 de maio de 2018 com a ocorrência de forte terremoto registrado com magnitude de 6,9 pontos — o maior a atingir a ilha desde 1975.
Em 25 de maio de 2018 mais de vinte fissuras já haviam sido verificadas, atingindo as subdivisões de Leilani Estates e Lanipuna Gardens. Até essa data 82 estruturas (moradias, chalés, etc.) havia sido destruídas na região da baixa Puna. A erupção forçou a evacuação de aproximadamente duas centenas de moradores; as fissuras emitiram rios de lava que a 19 de maio destruíram parte da estrada Hawaii Route 137 e finalmente atingira o oceano. A 29 de maio a lava atingiu a estrada Hawaii Route 132, interrompendo da ligação entre Kapoho e Pahoa.

## Precedentes
A principal caldeira do Kilauea, chamada Pahoho (Puʻu ʻŌʻō) pelos nativos, encontra-se em erupção desde 3 janeiro de 1983 quando fissuras se abriram no solo por uma extensão de 7 km numa área remota de mata, assim permanecendo por três anos e meio; desde então grandes erupções foram verificadas, como a de julho de 1986, quando o fluxo sofreu um deslocamento — e a de 2014, quando a lava se deslocou 20 km a nordeste, chegando perto da cidade de Pahoa.

## Terremotos e rachaduras iniciais

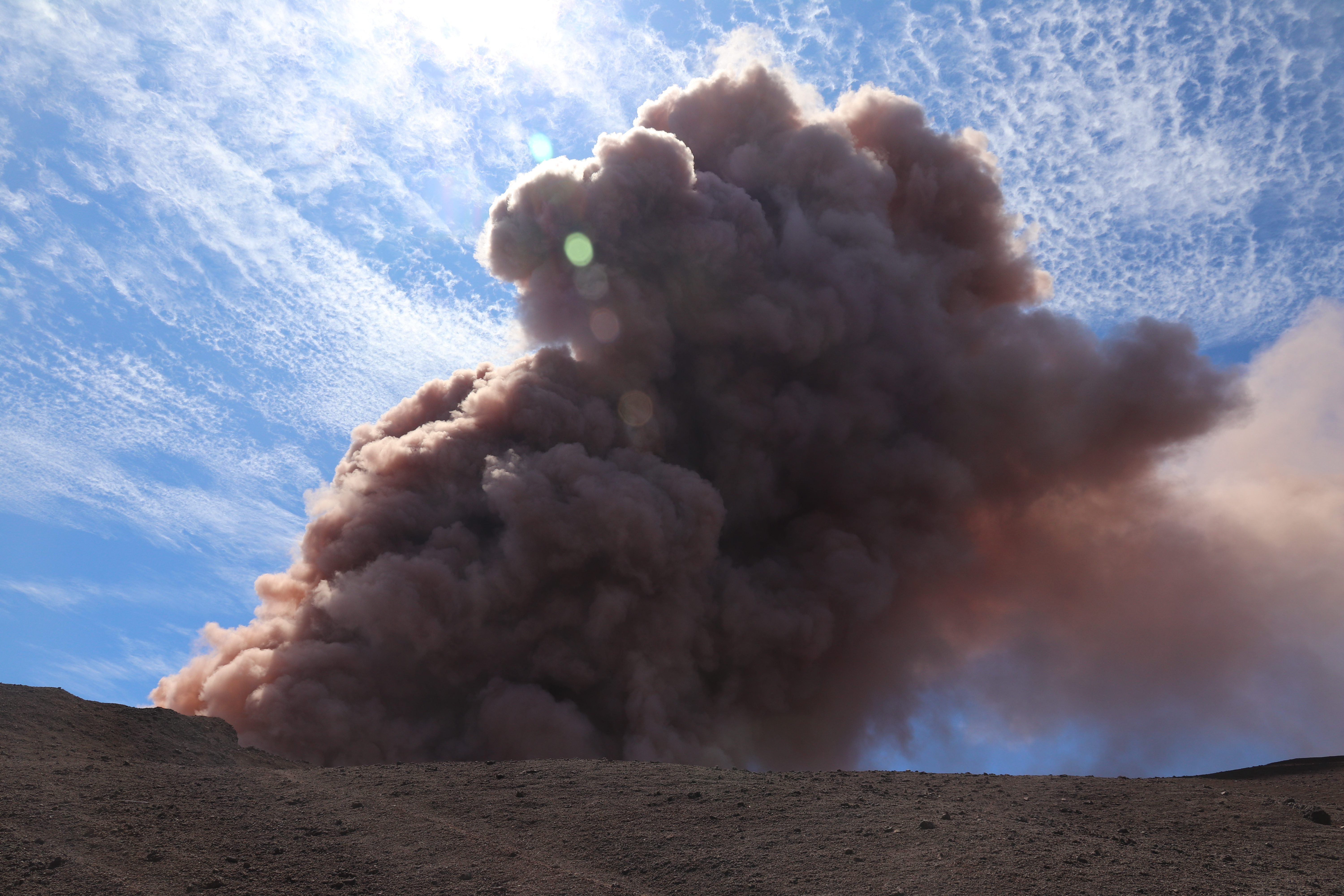
Pahoho, a caldeira principal do Kilauea, expele cinzas após tremor de 5º, em 3 de maio de 2018.

Em erupção constante há vários anos, o Kilauea é um dos cinco vulcões do Havaí; no começo de maio a ilha foi afetada por vários tremores de terra, dentre os quais um em magnitude de 5 graus, após o qual várias fissuras na terra foram verificadas e que acarretaram a evacuação imediata de mil e setecentos moradores e a decretação de estado de emergência pelas autoridades.
Na ocasião foram registradas emissões de gases e lava (estas numa altura de até 10 m e temperatura de 1.150 °C) a partir da cratera situada em Leilani Estates, na região de Mohala Street. Após o maior tremor mais de 14 mil pessoas ficaram sem energia elétrica, o governador David Ige ativou a Guarda Nacional para auxiliar os moradores, e dois abrigos de emergência foram estabelecidos.
Já no dia seguinte, 4 de maio, as primeiras duas casas destruídas a partir de três focos de erupção foram reportadas em Leilani Estates; a defesa civil do Condado do Havaí reportou altos níveis tóxicos do gás dióxido de enxofre na área e o chefe da defesa civil, Talmadge Magno, declarou que as linhas de energia haviam derretido em razão do calor. Nesse dia um terremoto de magnitude 6,9 sacudiu a ilha, e de acordo com o Serviço Geológico, estava relacionado aos eventos eruptivos. Algumas horas antes um tremor com 5,3 de magnitude havia sido registrado.
No dia 6 de maio a defesa civil informou que um total de 26 casas tinham sido destruídas pela lava ou por incêndios em Leilani Estates desde o início das atividades. Fontes jorravam lava naquela subdivisão do condado até uma altura de 90 metros, formando uma linha que seguia no sentido nordeste/sudoeste. As autoridades passaram a se preocupar com o potencial dano de uma importante fonte de água localizada nas proximidades.
No dia 7 de maio 1.700 pessoas foram ordenadas a evacuar suas casas; duzentos moradores e seus animais de estimação foram alojados em dois abrigos da Cruz Vermelha e centenas de outros se hospedaram com parentes e amigos; vários socorristas foram afetados pela exposição ao gás dióxido de enxofre. Nesse mesmo dia foi acionada a Carta Internacional sobe o Espaço e Grandes Desastres, que prevê o uso caritativo e humanitário de dados de satélite.
Em 9 de maio, o número total de casas destruídas pela erupção aumentou para 27, com um número adicional de outras estruturas também destruídas. A fissura de número 15 surgiu próximo de Lanipuna Gardens e ampliou a área coberta por lava a cerca de 47 ha desde se início no dia 3.
A usina geotérmica Puna Geothermal Venture interrompeu as atividades, fechando sua última unidade no dia 22 de maio. Mesmo produzindo 25% da energia da "Grande Ilha" as autoridades declararam que seu desligamento não iria representar escassez de fornecimento. Uma área de restrição de voo também foi praticada pelo órgão regulador aeronáutico para voos abaixo de três mil pés sobre a região da erupção.

### Imagens

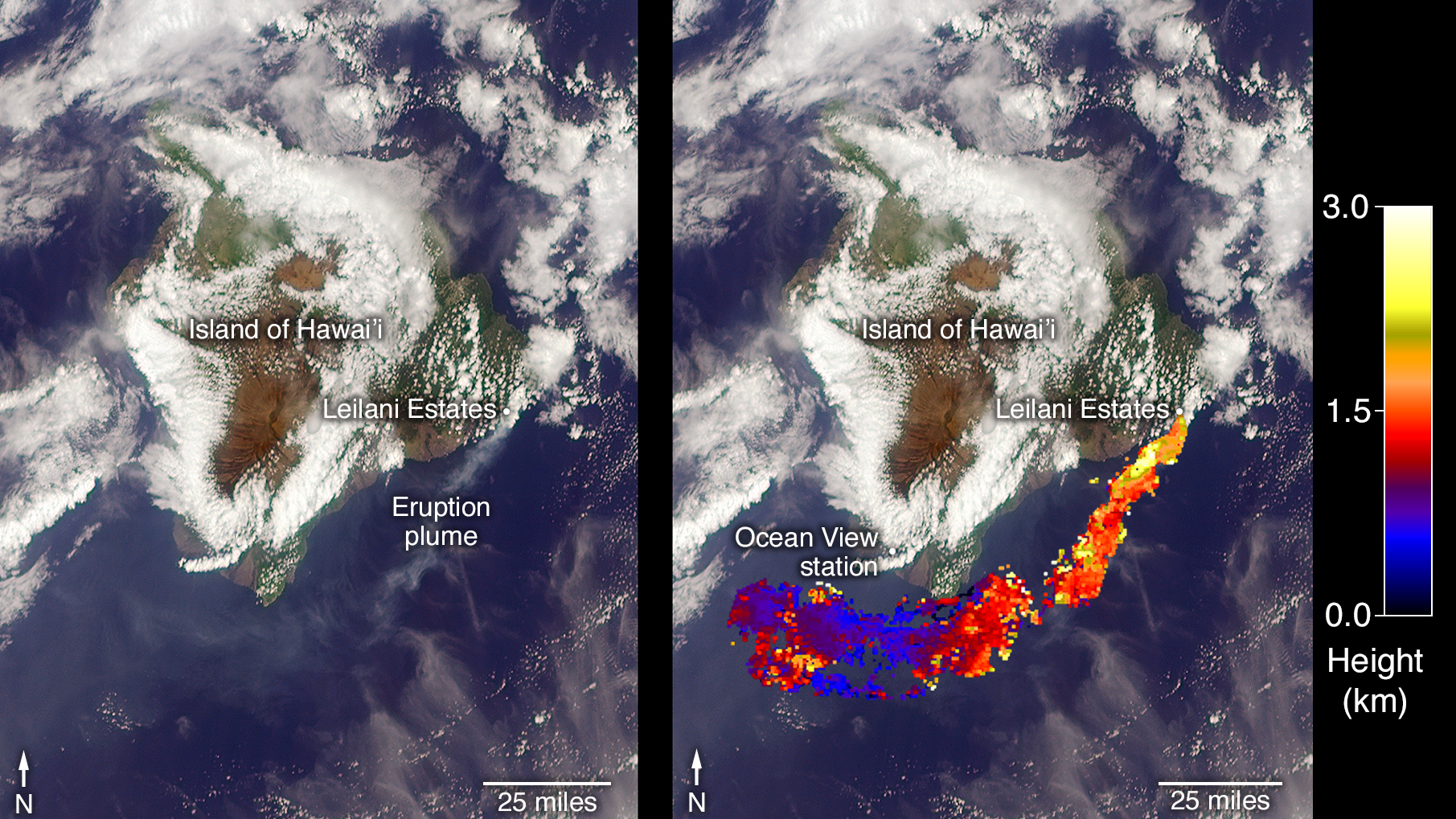
Cinzas do Kilauea visto pela estação espacial. A imagem da direita mostra a altura alcançada pela pluma, colorizada.
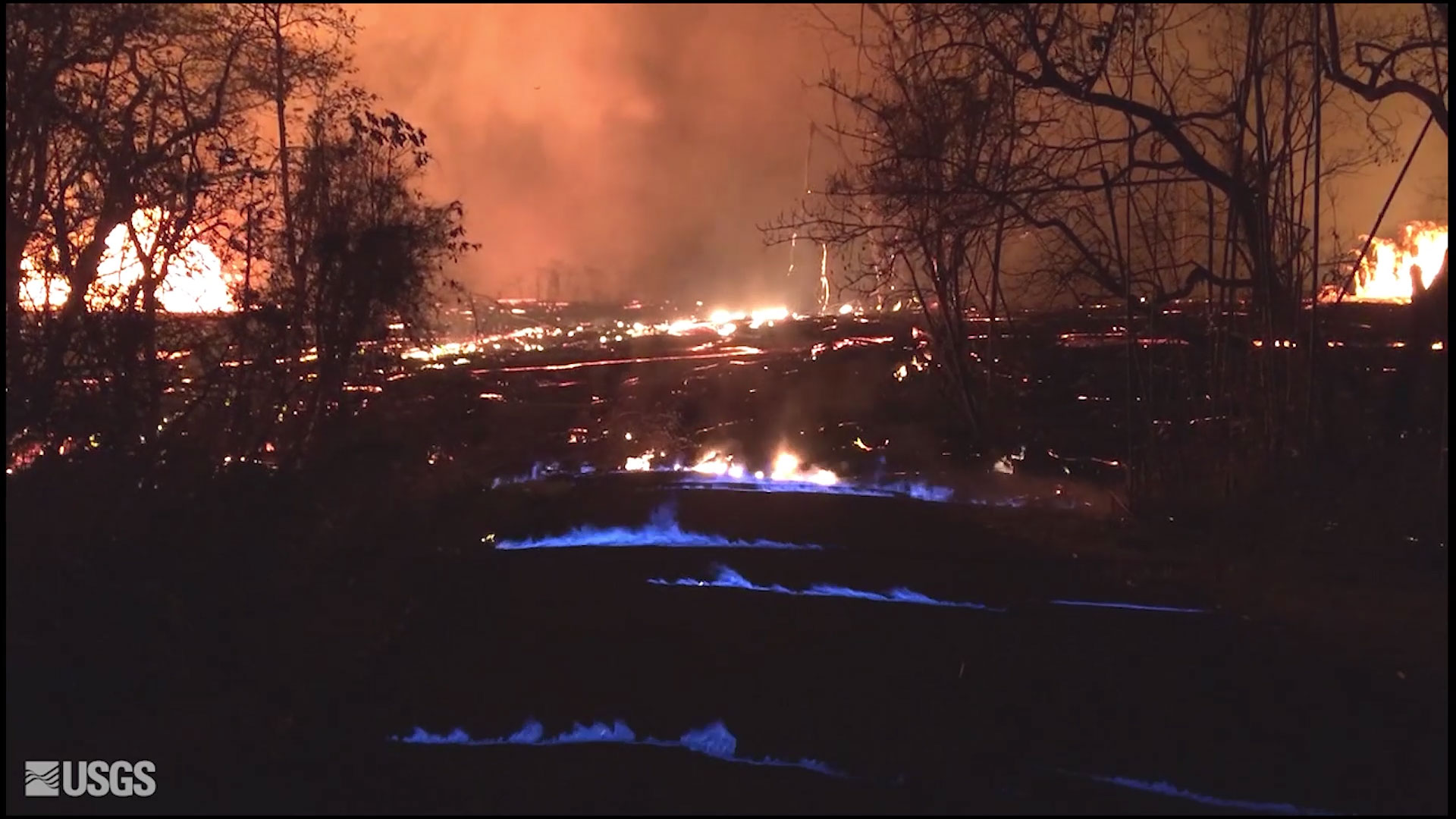
Chamas azuis da queima de gás metano em Leilani Estates, 22 de maio, 11:30 da noite.
- Vista aérea da 17ª fissura, 14 de maio.
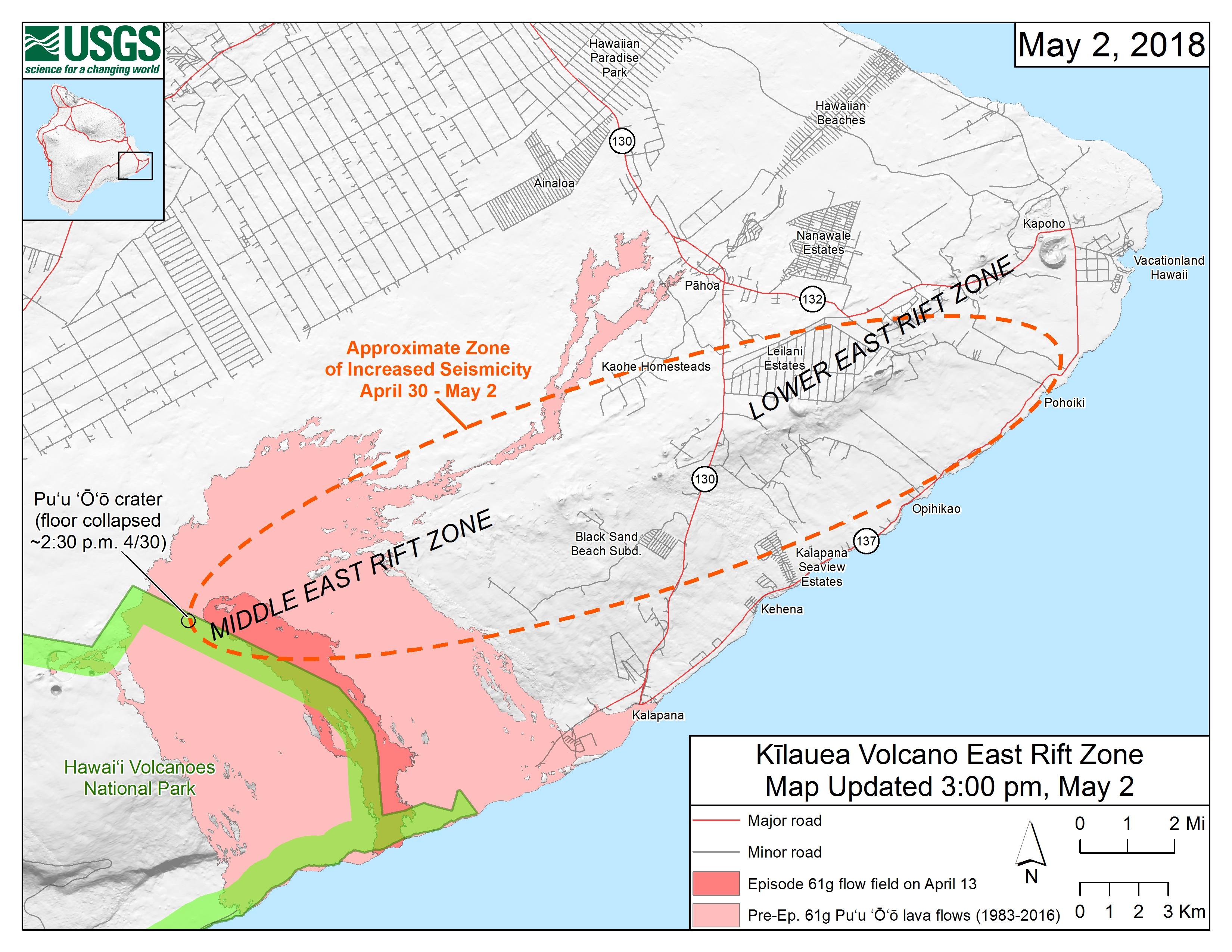
Mapa da área afetada pelas fissuras e atividades sísmicas ao longo da zona leste do Kilauea (2 de maio)
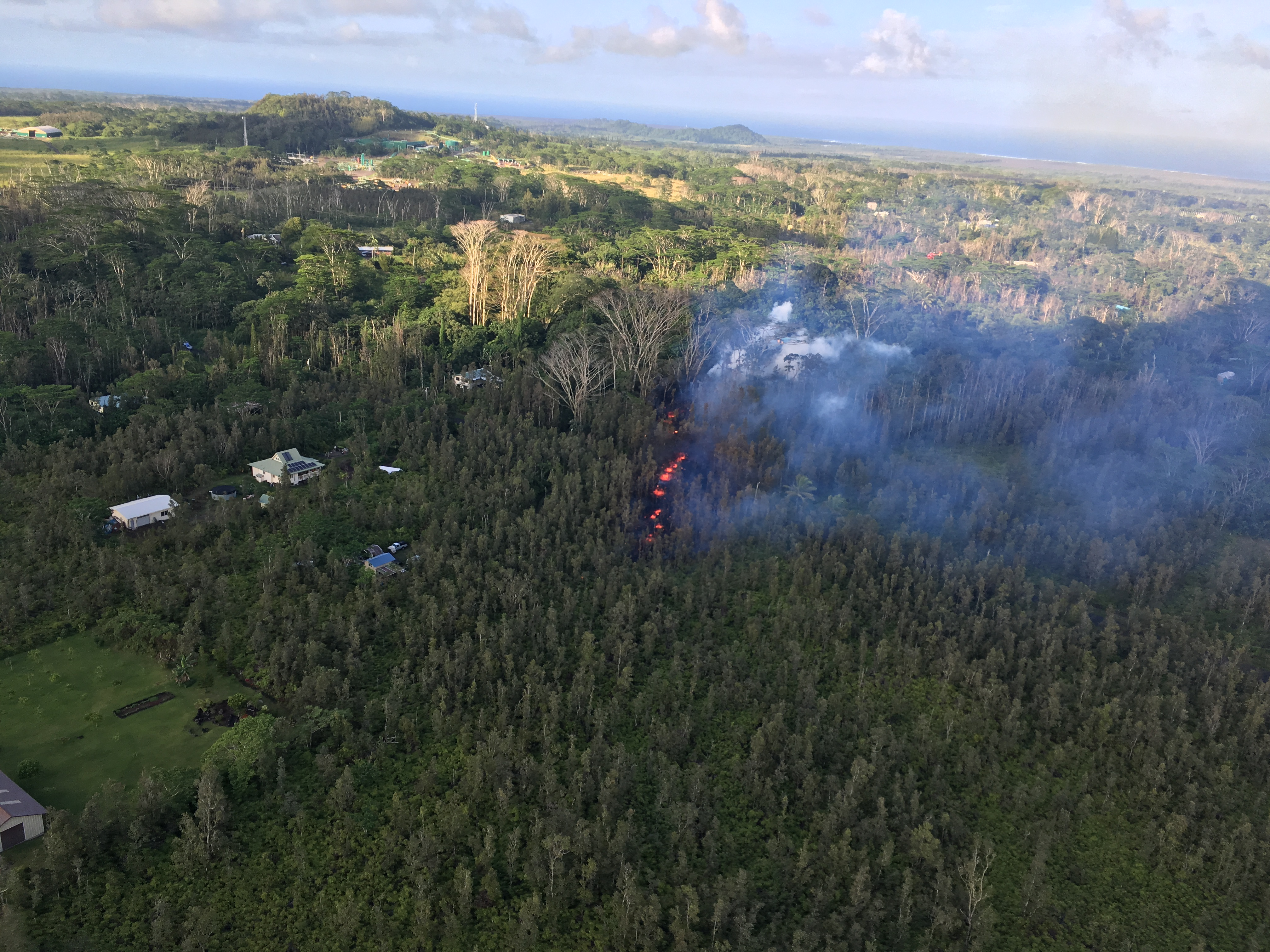
Erupção na subdivisão de Leilani Estates (3 de maio)
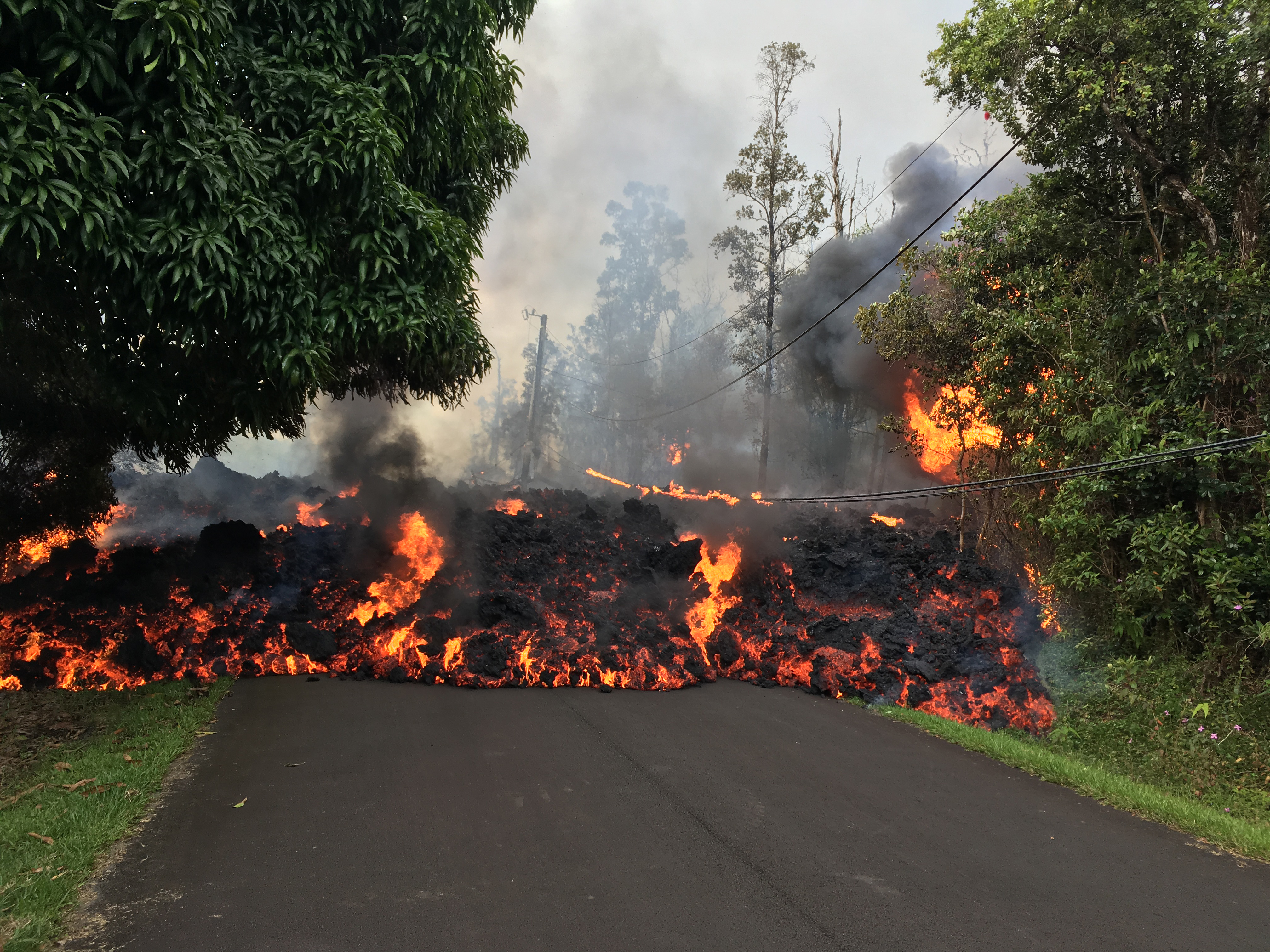
Fluxo de lava desliza pela Makamae Street em Leilani Estates às 09:32 de 6 de maio.
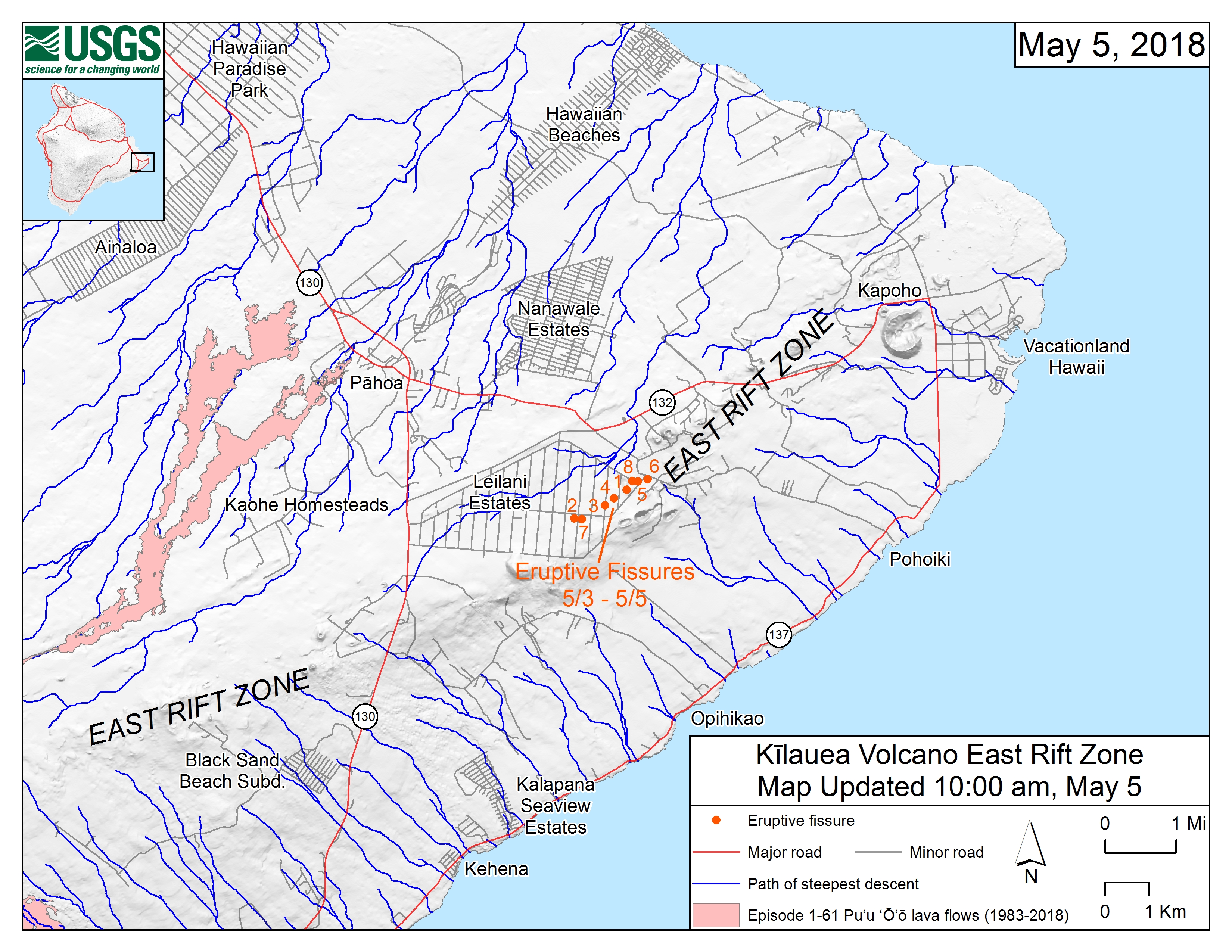
Mapa de localização das rachaduras eruptivas (5 de maio)

## Evolução eruptiva; fluxo atinge o mar

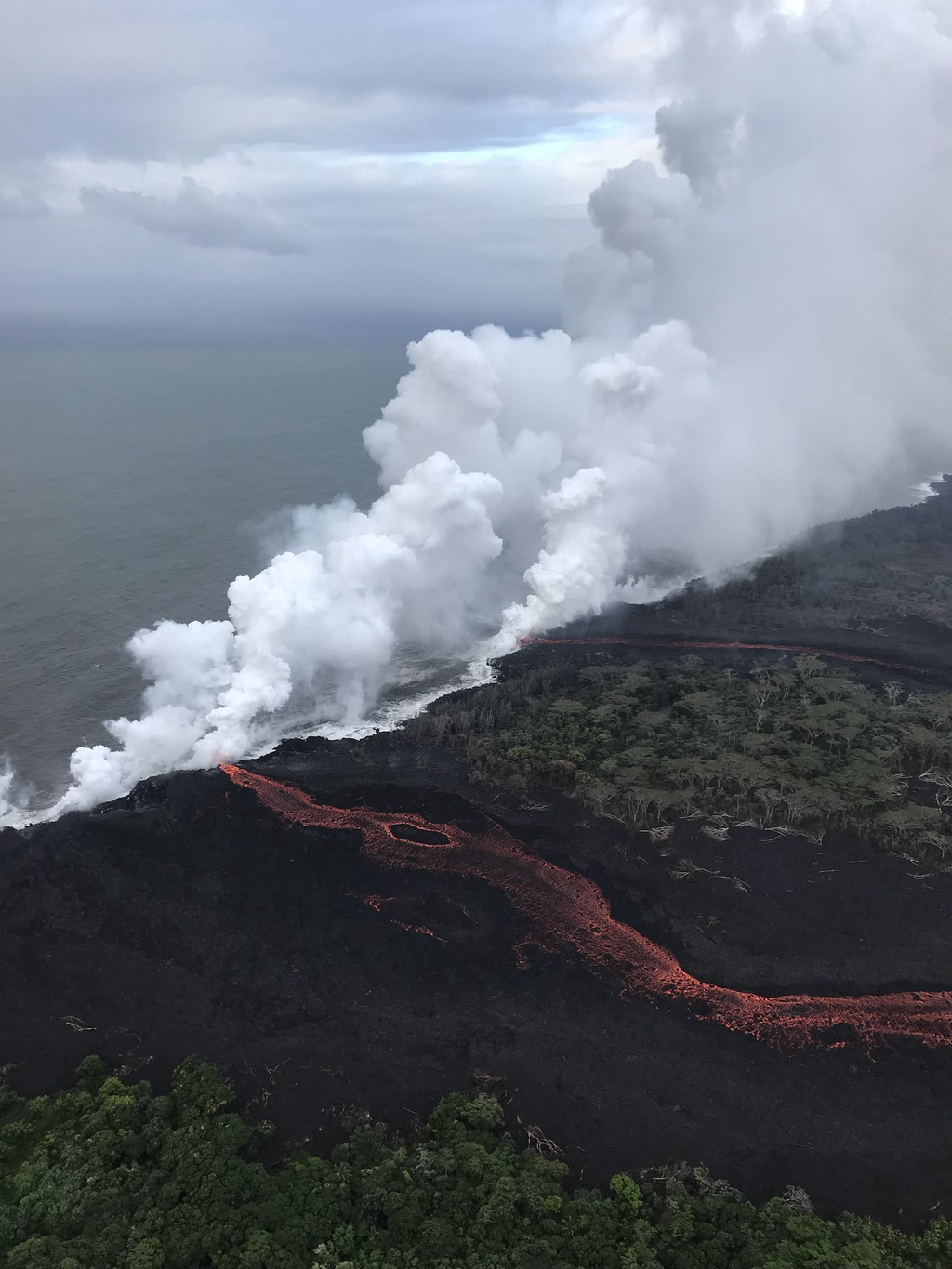
Rio de lava encontra o mar, após cruzar a Route 137.

No dia 12 de maio a fissura de número 16 surgiu na área leste de Puna, se aproximando da Usina Geotérmica Venture. No mesmo dia à tarde surgiu, mais a leste, a fissura 17; em 14 de maio os fluxos da fissura 17 haviam percorrido a distância de um quilômetro e meio a partir do respiradouro, que destruiu uma estrutura e levou as autoridades a aconselharem os moradores da área conhecida como "Four Corners" a evacuarem face à possibilidade de que a lava de uma futura fenda vir a cortar as rodovias 132 e 137; um porta-voz do prefeito informou que a química da lava estava mudando nessas fendas mais recentes, trazendo uma mistura de lava antiga e mais viscosa com o magma mais fluido, que se movia rapidamente.
No dia 16 de maio já eram 20 as fendas abertas. Nesse dia a pluma de cinzas do cume atingiu 12 mil pés. No dia seguinte uma erupção ali elevou as cinzas a 30 mil pés; a fenda 21 surgiu e vários terremotos de magnitude 3 danificaram a estrada de acesso ao Parque Nacional de Vulcões e algumas construções deste. A 19 de maio algumas das fendas se fundiram num rio de lava, com o fluxo dividido em correntes paralelas; ao menos dois desses fluxos se dirigiram para a Reserva Florestal Malama Ki, cruzaram a rodovia 137 e chegaram ao Oceano Pacífico próximo ao MacKenzie State Recreation Area, produzindo ali nuvens tóxicas de laze (neologismo que incorpora as palavras em inglês para lava e neblina — haze — que ocorre quando a lava encontra a água), compostas por ácido clorídrico e partículas de vidro. Avisos relativos ao perigo desses gases foram emitidos para as comunidades situadas a favor do vento a partir do encontro da lava com o mar.
Em 22 de maio a fenda 22 tinham invadido o antigo lugar do Projeto Geotérmico do Havaí, adjacente à Usina Geotérmica, cujo solo mais a sul foi então informado que estava sob ameaça, a menos que a atividade da fissura 22 fosse reduzida.
Respingos e fluxo de lava na fissura 20 na zona inferior do Rift leste do vulcão Klauea

### Imagens
- Fluxo da fissura 20 vista por helicóptero da USGS (19/5/2018)
- Jorro de lava na fenda 20, na zona leste do Kilauea

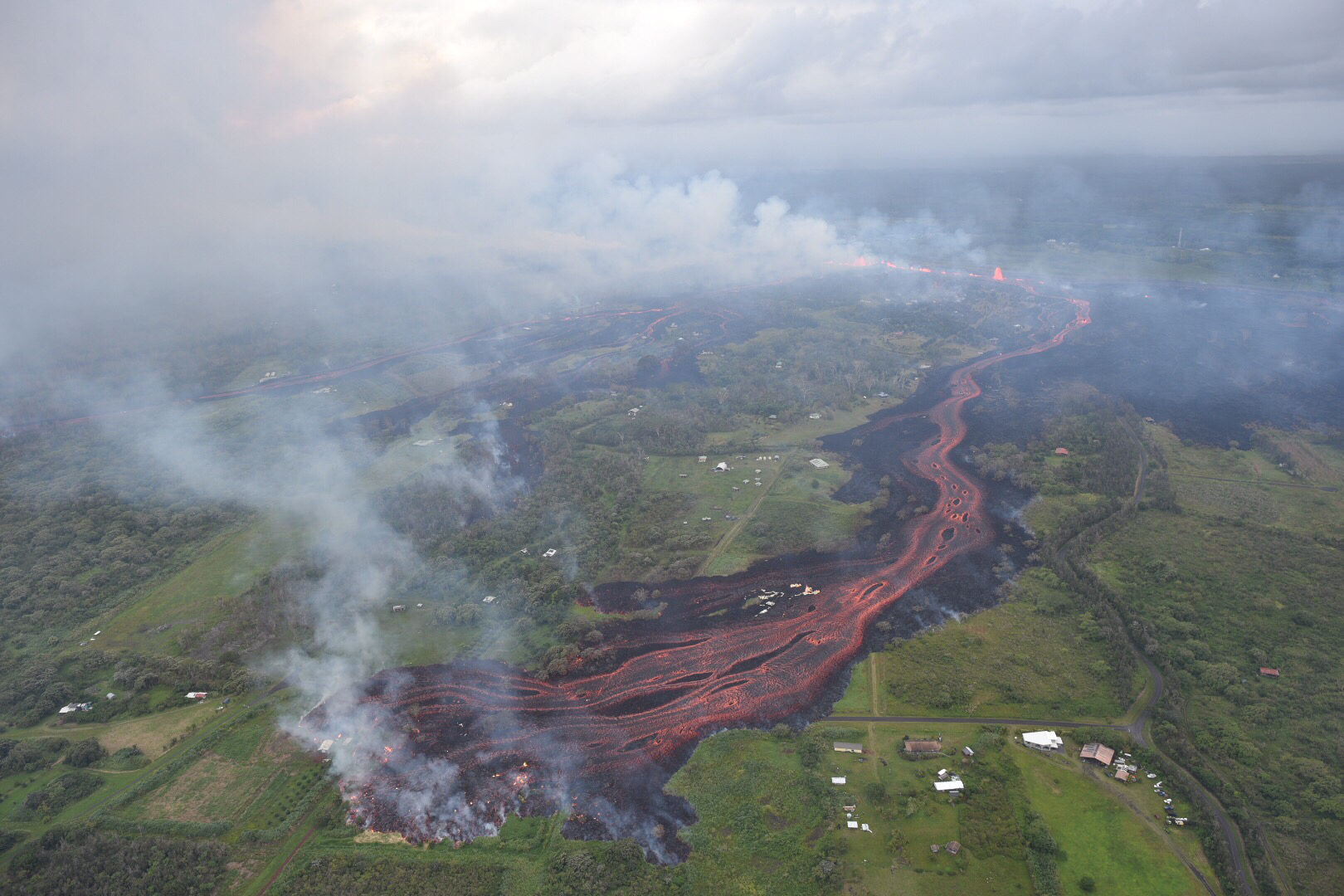
Fluxo oriundo da fenda alongada 16-20 (no alto, à direita)
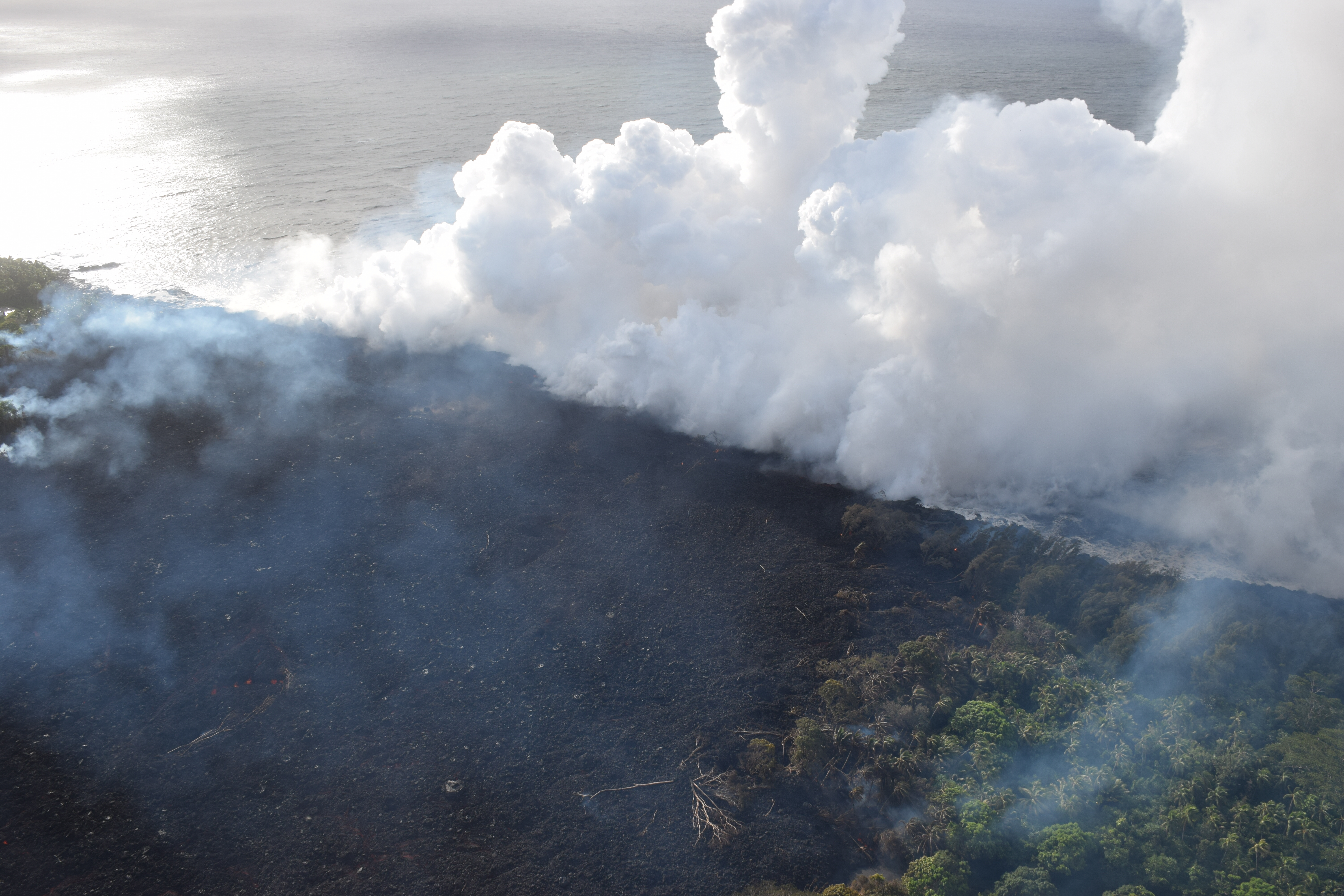
A lava da fenda 20 entra no mar em dois pontos
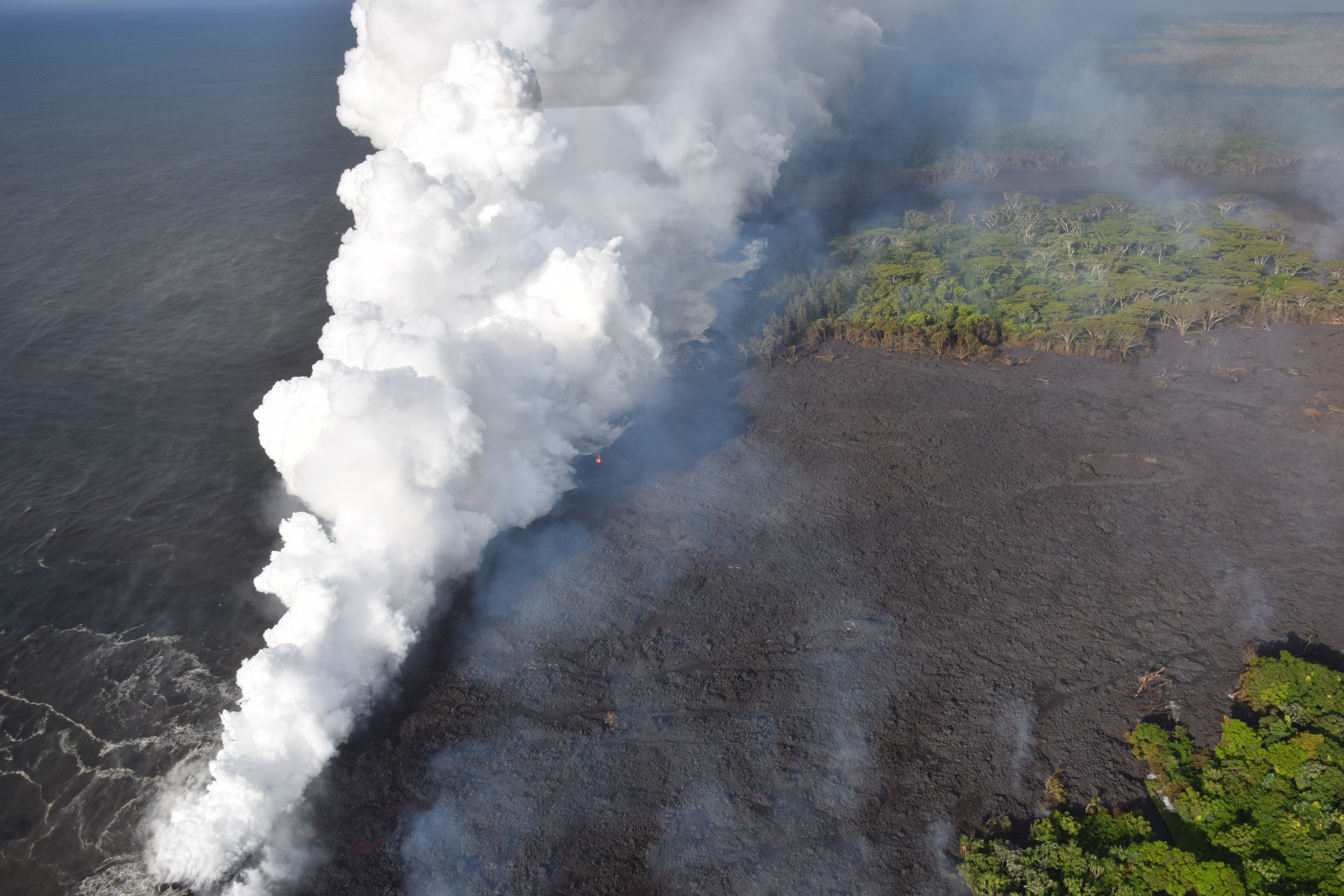
Lava quente gera densa e tóxica pluma branca
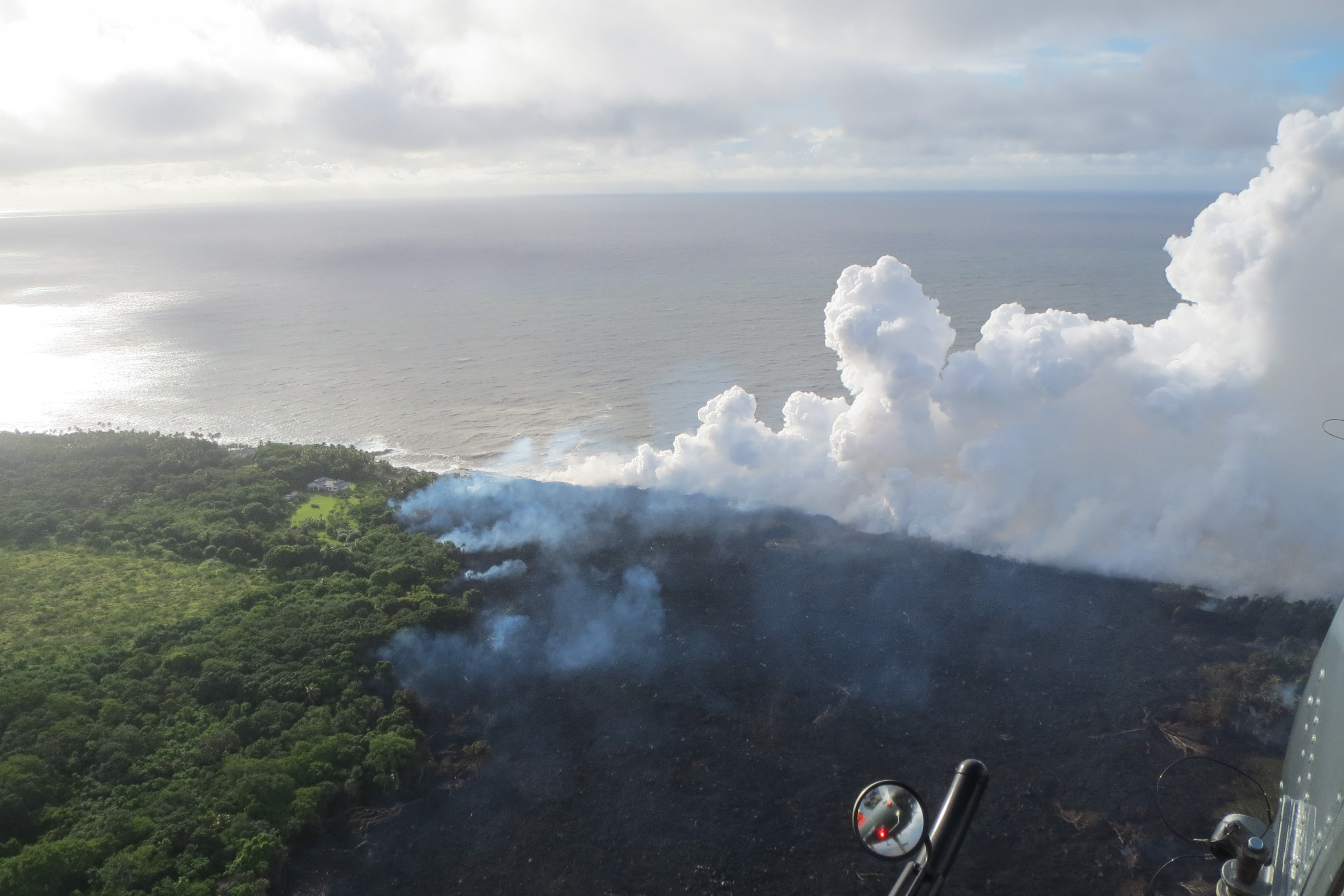
Entrada no oceano e incêndios florestais
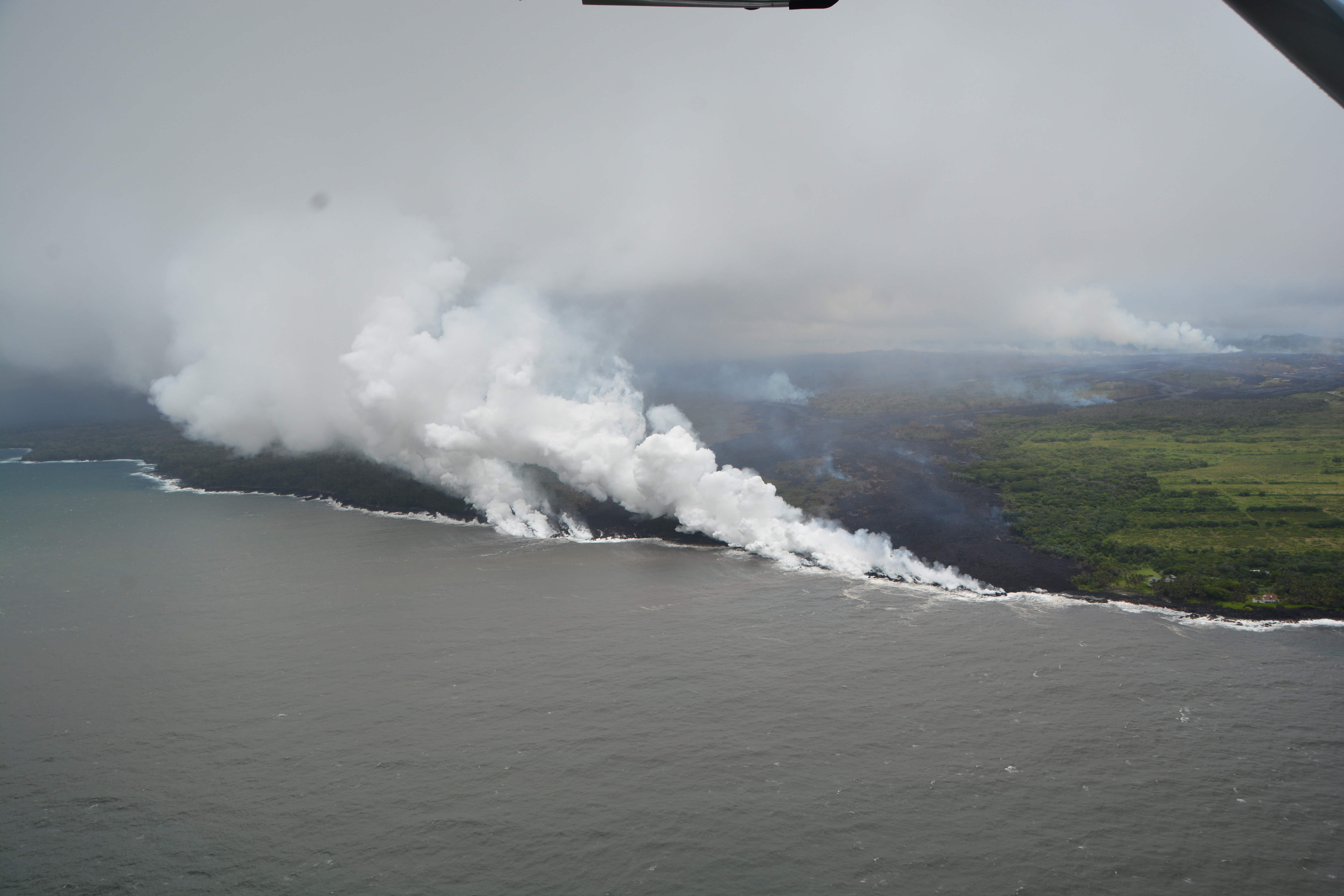
Litoral
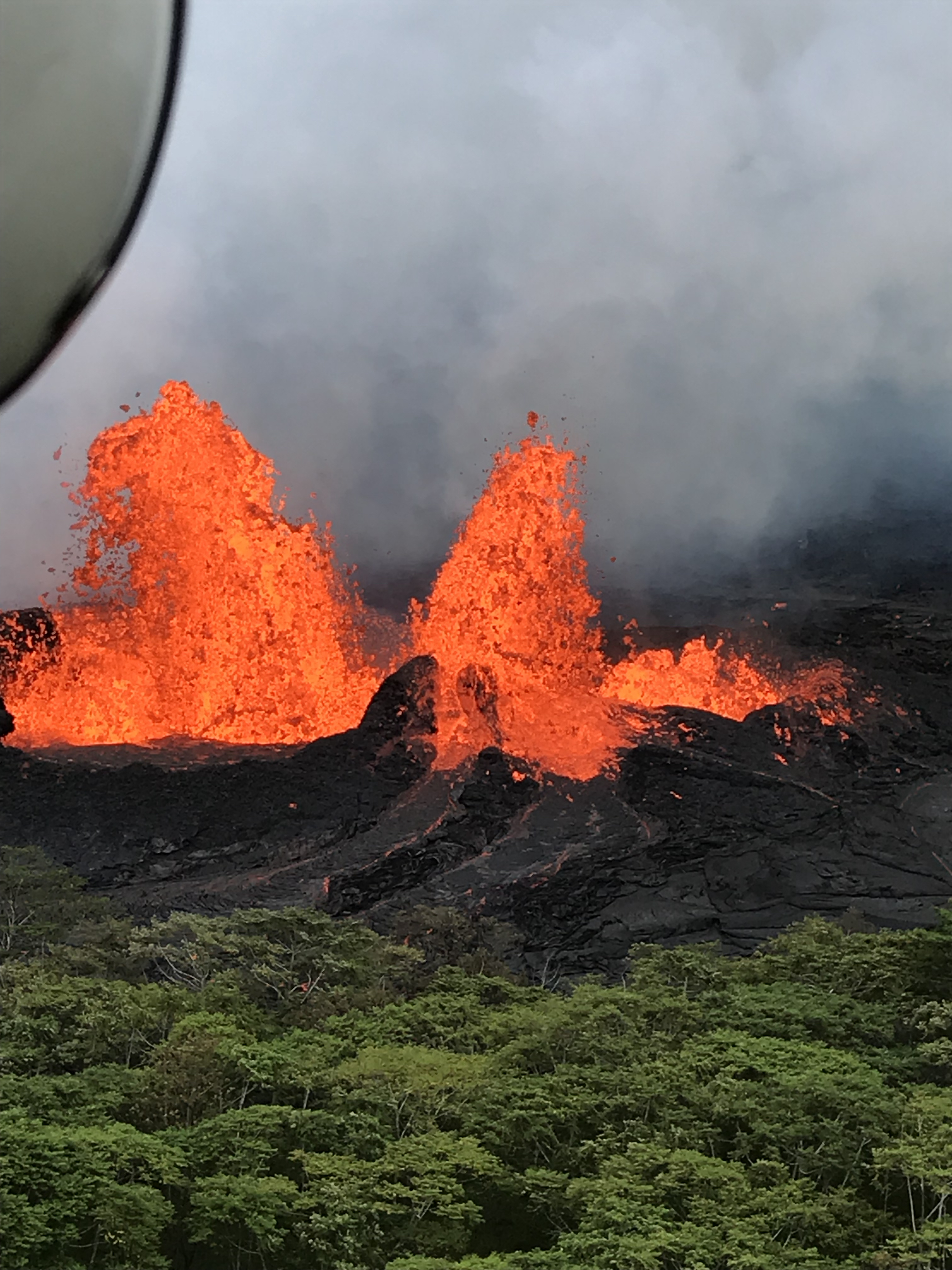
Fonte de Lava da fissura 22
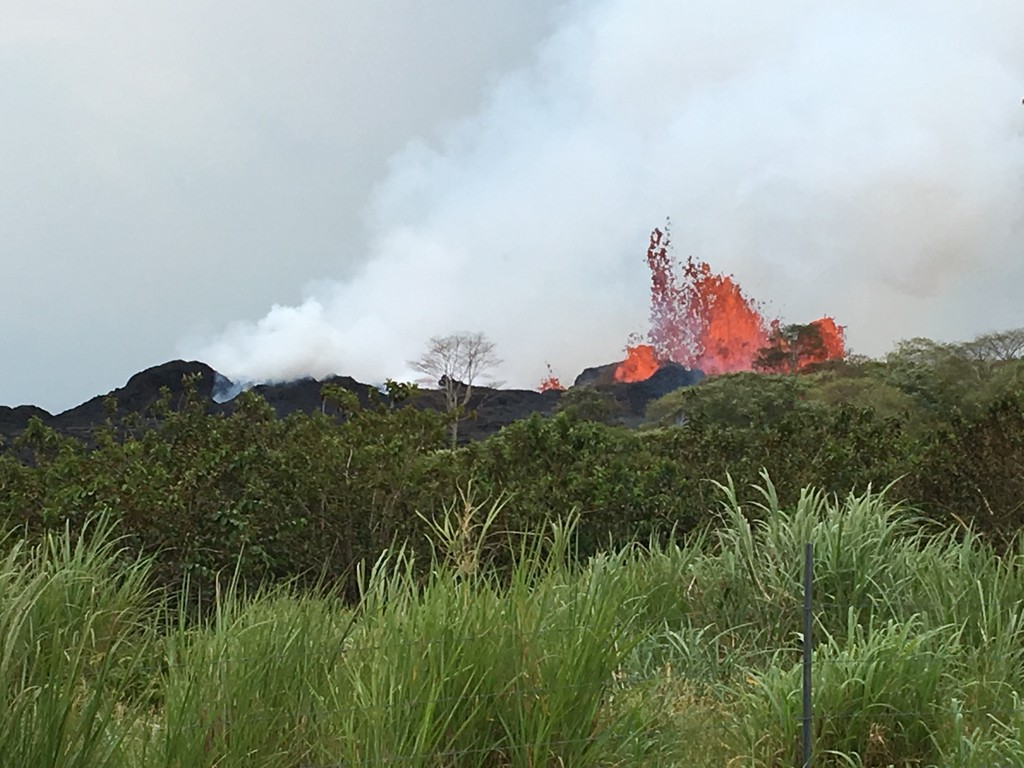
Fonte de Lava da fissura 22 lado norte do complexo de fendas
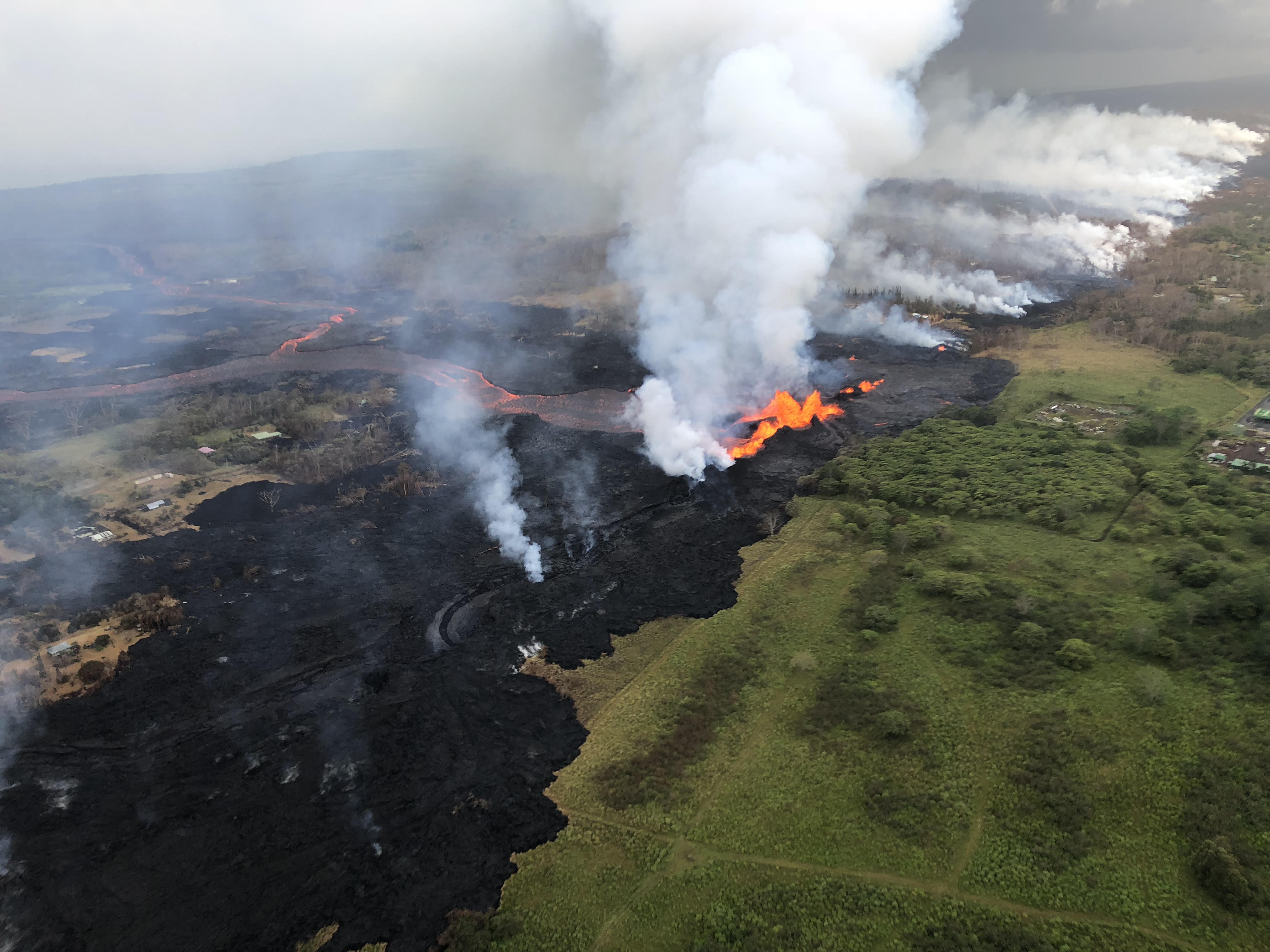
Canais de lava fluem para o sul desde a fenda

## Reabertura das fendas de Leilani Estates
A partir de 23 de maio as erupções nas fissuras orientais começaram a enfraquecer consideravelmente à medida em que a atividade da lava se movia para o oeste; fendas mais antigas foram reabertas para liberar o fluido do Pahoho, que rapidamente substituiu a saída de outra caldeira e levou ao acúmulo de lava ao extremo leste de Leilani Estates. No mesmo dia as fendas 5, 13 e 15 começaram a formar fontes de lava ao redor do cruzamento da rua Leilani com a avenida Kahukai. As fendas 3, 7, 8, 9, 21 e 23 mais acima da zona de fendas experimentaram uma atividade intermitente mais intensa entre os dias 24 e 27 de maio, quando então o centro de atividades migrou para as fendas 7 e 8. A 24ª fenda surgiu no complexo de fendas a 27 de maio, entre as fissuras 8 e 9. A piscina de lava formada fluiu para o leste em dois caminhos: um paralelo aos canais de lava que se dirigem ao oceano, e outro cruzando a Pohoiki Road, rumo aos limites ocidentais do empreendimento geotérmico de Puna.
Com a continuada invasão da lava o número de estruturas destruídas foi revisado para cima, passando para 82 em 25 de maio. A área de superfície coberta pela lava atingiu nesta data os 2,223 acre (unidade)s (0,00 900 km2; 0,003 473 sq mi).
No dia 27 de maio um dos 11 poços da Usina Geotérmica de Puna (PGV) foi coberto pela lava do fluxo oriundo da fissura 7. Foi a primeira vez que a lava atingira um poço geotérmico. Algumas horas depois, um segundo poço da PGV foi atingido pela lava, juntamente com mais dez estruturas de Leilani Estates nas vizinhanças.
No dia 29 a lava que escorria pela subdivisão Leilani Estates forçou o fechamento da Hawaii Route 132, estrada que ligava Pahoa a Kapoho. A via estadual foi fechada entre Four Corners e o Lava Tree State Park em razão da aproximação de um fluxo que também ameaçava a estrada de acesso à Usina Geotérmica Venture. Naquele mesmo dia um fluxo de lava cobriu uma seção da rodovia. O mesmo fluxo interrompeu o fornecimento de eletricidade para Kapoho e empreendimentos vizinhos, incluindo o Vacationland Hawaii, partes de Leilani Estates e de Lanipuna Gardens, sem qualquer previsão de quando a energia seria retomada nestas localidades.
Na manhã de 3 de junho o fluxo de lava da fenda 8 atingiu Kapoho e Vacationland, destruindo centenas de casas, enterrando a maior parte da cidade em apenas um dia; a lava também atingiu a "Cratera Kapoho", fazendo evaporar todo o Green Lake, que era o maior lago natural de água doce do Havaí. O largo fluxo atingiu o oceano na baía de Kapoho naquela noite, formando plumas de "laze", formando um delta de lava que ao fim da tarde do dia seguinte atingira 700 jardas (640 m2); a 5 de junho toda a baía havia sido preenchida e a lava continuava a irromper de modo vigoroso da fenda em Leilane Estates. No dia 11 um terremoto de magnitude 5,4 foi registrado no Kilauea.
A 17 de junho a Defesa Civil reportou que ao todo 5 914 acre (unidade)s (24 km2) haviam sido coberto por lava, com a destruição de 533 casas. No dia seguinte o número de casas atingidas foi revisado para 614.